# Mark T. Sullivan
Mark T. Sullivan (Medfield, ...) è uno scrittore statunitense che scrive romanzi intrisi di mistero e con molta suspense.
Tra i suoi romanzi, che sono quasi tutti scritti interamente da lui, i più famosi sono Rito di purificazione  (The Purification Ceremony) e Rogue.

## Biografia e carriera
Sullivan nasce e cresce a Medford, nel Massachusetts. Dopo essersi laureato, egli ha servito come volontario nella Peace Corps, insegnando inglese ai bambini appartenenti al popolo nomade dei Tuareg nel deserto del Sahara.
Sullivan ritorna negli Stati Uniti nel 1982 e studia alla Scuola di Giornalismo di Medill della Northwestern University, a Chicago.
Ha cominciato a scrivere romanzi a 30 anni e il suo primo romanzo, The Fall Line (1994), è stato un Importante Libro dell'Anno secondo il New York Times. Ha anche scritto, nel dicembre del 2014, 3 romanzi con James Patterson

## Libri
- The Fall Line (1994), ISBN 978-0-7860-0176-7
- Hard News (1995), ISBN 978-0786003228
- Rito di purificazione (The Purification Ceremony)(1996), ISBN 978-0-380-79042-5
- Ghost Dance (1995), ISBN 978-0-380-79043-2
- Labyrinth (2001), ISBN 0-7434-3980-5
- The Serpent's Kiss (2003), ISBN 978-0-7434-3982-4
- Triple Cross (2009), ISBN 978-0-312-37850-9
- Rogue (Ottobre 2012, ebook 2011), ISBN 978-0312378516
- Outlaw (Ottobre 2013) ISBN 978-1-250-02361-2
- Thief (Dicembre 2014) ISBN 978-1-250-05231-5
- Private Games (Gennaio 2012) ISBN 0316206822 (scritto con James Patterson)
- Private Berlin (January 2013) ISBN 0316211176 (scritto con James Patterson)
- Private L.A.(February 2014) ISBN 0-316-21112-5 (scritto con James Patterson)
- Thief (2014), ISBN 978-1-250-05231-5
- L'ultimo eroe sopravvissuto (2018), ISBN 978-8822712424